# Scottish FA Cup 1979/80
Der Scottish FA Cup wurde 1979/80 zum 95. Mal ausgespielt. Der wichtigste schottische Fußball-Pokalwettbewerb, der vom Schottischen Fußballverband geleitet wurde, begann am 15. Dezember 1979 und endete mit dem Finale am 10. Mai 1980 im Hampden Park von Glasgow. Als Titelverteidiger starteten die Glasgow Rangers in den Wettbewerb, die sich im Finale des Vorjahres gegen  Hibernian Edinburgh durchgesetzt hatten. Im Endspiel bei der diesjährigen Pokalaustragung standen sich die Rangers und Celtic im Old Firm gegenüber. Es war das insgesamt zwölfte Finalderby der beiden Vereine seit deren ersten Begegnung im Pokalendspiel 1894. Die Rangers erreichten zum fünften Mal infolge ununterbrochen das Finale seit 1976. Es war zudem das 34. Endspiel der Gers in der Vereinsgeschichte seit 1877. Celtic erreichte zum 47. Mal das Endspiel seit 1889. Die Bhoys in Green gewannen das Endspiel mit 1:0 nach Verlängerung durch das Tor von George McCluskey. Nach der Siegerehrung kam es zu einem Platzsturm im Hampden Park durch Hooligans der beiden verfeindeten Lager. In Folge der zahlreichen Schlägereien wurden mehr als 100 Personen verletzt, davon vier Polizisten. 210 Randalierer wurden verhaftet. Erst die eingreifende Mounted Police (berittene Polizei) konnte die Schläger zurückdrängen. Ab diesem Spiel wurde der Alkoholkonsum in schottischen Stadien gänzlich verboten. Es nimmt eines der bedeutenden Spiele in der Celtic-Rangers Rivalität ein. Es ging nach den Krawallen von 1909 als Second Riot at Hampden in die schottische Fußballgeschichte ein. In derselben Saison schieden beide Vereine im schottischen Ligapokal vorzeitig aus. In der Abschlusstabelle der schottischen Meisterschaft enttäuschten beiden Glasgower Vereine ebenso. Celtic nahm in der folgenden Saison am Europapokal der Pokalsieger teil. Dort schied die Mannschaft in der ersten Runde gegen den FC Politehnica Timișoara aus Rumänien aus. 

## 1. Runde
Ausgetragen wurden die Begegnungen am 15. Dezember 1979. Die Wiederholungsspiele fanden am 19. und 26. Dezember 1979 statt.
|                       | Ergebnis |                 |
| --------------------- | -------- | --------------- |
| Annan Athletic        | 1:3      | FC Stranraer    |
| FC Cowdenbeath        | 3:1      | Albion Rovers   |
| FC East Stirlingshire | 1:1      | Brechin City    |
| Queen of the South    | 1:1      | FC Falkirk      |
| FC Spartans           | 1:2      | Forfar Athletic |
| FC Stenhousemuir      | 4:2      | FC Queen’s Park |

### Wiederholungsspiele
|              | Ergebnis |                       |
| ------------ | -------- | --------------------- |
| Brechin City | 1:1      | FC East Stirlingshire |
| FC Falkirk   | 0:4      | Queen of the South    |

### 2. Wiederholungsspiel
|                       | Ergebnis |              |
| --------------------- | -------- | ------------ |
| FC East Stirlingshire | * 0:1 *  | Brechin City |

## 2. Runde
Ausgetragen wurden die Begegnungen zwischen dem 5. und 12. Januar 1980. Die Wiederholungsspiele fanden am 12. und 14. Januar 1980 statt.
|                  | Ergebnis |                    |
| ---------------- | -------- | ------------------ |
| Buckie Thistle   | 0:0      | Brora Rangers      |
| FC Cowdenbeath   | 3:2      | Forfar Athletic    |
| FC Stenhousemuir | 0:0      | FC Peterhead       |
| FC Stranraer     | 1:1      | Meadowbank Thistle |
| Threave Rovers   | 2:3      | FC Keith           |
| Brechin City     | 1:1      | FC Montrose        |
| Alloa Athletic   | 1:0      | FC East Fife       |
| FC Coldstream    | 1:1      | Queen of the South |

### Wiederholungsspiele
|                    | Ergebnis  |                  |
| ------------------ | --------- | ---------------- |
| Brora Rangers      | 1:2 n. V. | Buckie Thistle   |
| Meadowbank Thistle | 2:1       | FC Stranraer     |
| FC Peterhead       | 2:0       | FC Stenhousemuir |
| FC Montrose        | 3:4       | Brechin City     |
| Queen of the South | 4:0       | FC Coldstream    |

## 3. Runde
Ausgetragen wurden die Begegnungen zwischen 22. und 30. Januar 1980. Die Wiederholungsspiele fanden am 30. Januar und 11. Februar 1980 statt.
|                      | Ergebnis |                     |
| -------------------- | -------- | ------------------- |
| FC St. Mirren        | 3:1      | Brechin City        |
| FC Arbroath          | 1:1      | FC Aberdeen         |
| Berwick Rangers      | 3:1      | FC Peterhead        |
| Celtic Glasgow       | 2:1      | Raith Rovers        |
| FC Clyde             | 2:2      | Glasgow Rangers     |
| FC Clydebank         | 1:1      | Stirling Albion     |
| FC Dumbarton         | 1:2      | Ayr United          |
| Hamilton Academical  | 2:3      | FC Keith            |
| Meadowbank Thistle   | 0:1      | Hibernian Edinburgh |
| Greenock Morton      | 1:0      | FC Cowdenbeath      |
| Queen of the South   | 2:0      | FC Motherwell       |
| Airdrieonians FC     | 3:1      | FC St. Johnstone    |
| Alloa Athletic       | 0:1      | Heart of Midlothian |
| Dundee United        | 5:1      | FC Dundee           |
| Dunfermline Athletic | 2:0      | Buckie Thistle      |
| FC Kilmarnock        | 0:1      | Partick Thistle     |

### Wiederholungsspiele
|                 | Ergebnis |              |
| --------------- | -------- | ------------ |
| FC Aberdeen     | 5:0      | FC Arbroath  |
| Glasgow Rangers | 2:0      | FC Clyde     |
| Stirling Albion | 1:1      | FC Clydebank |

### 2. Wiederholungsspiel
|              | Ergebnis |                 |
| ------------ | -------- | --------------- |
| FC Clydebank | * 0:1 *  | Stirling Albion |

## Achtelfinale
Ausgetragen wurden die Begegnungen am 16. und 17. Februar 1980. Das Wiederholungsspiel fand am 20. Februar 1980 statt.
|                     | Ergebnis |                      |
| ------------------- | -------- | -------------------- |
| FC Aberdeen         | 8:0      | Airdrieonians FC     |
| Celtic Glasgow      | 1:1      | FC St. Mirren        |
| Heart of Midlothian | 2:0      | Stirling Albion      |
| FC Keith            | 1:2      | Berwick Rangers      |
| Greenock Morton     | 5:0      | Dunfermline Athletic |
| Queen of the South  | 1:3      | Partick Thistle      |
| Glasgow Rangers     | 1:0      | Dundee United        |
| Hibernian Edinburgh | 2:0      | Ayr United           |

### Wiederholungsspiel
|               | Ergebnis  |                |
| ------------- | --------- | -------------- |
| FC St. Mirren | 2:3 n. V. | Celtic Glasgow |

## Viertelfinale
Ausgetragen wurden die Begegnungen am 8. März 1980. Das Wiederholungsspiel fand am 12. März 1980 statt.
|                 | Ergebnis |                     |
| --------------- | -------- | ------------------- |
| Berwick Rangers | 0:0      | Hibernian Edinburgh |
| Celtic Glasgow  | 2:0      | Greenock Morton     |
| Partick Thistle | 1:2      | FC Aberdeen         |
| Glasgow Rangers | 6:1      | Heart of Midlothian |

### Wiederholungsspiel
|                     | Ergebnis |                 |
| ------------------- | -------- | --------------- |
| Hibernian Edinburgh | 1:0      | Berwick Rangers |

## Halbfinale
Ausgetragen wurden die Begegnungen am 12. April 1980. 
|                | Ergebnis |                     |
| -------------- | -------- | ------------------- |
| FC Aberdeen    | * 0:1 *  | Glasgow Rangers     |
| Celtic Glasgow | ** 5:0 * | Hibernian Edinburgh |

## Finale
| Celtic Glasgow                                            | Celtic Glasgow | Glasgow Rangers | Glasgow Rangers |
| --------------------------------------------------------- | --- | --- | --------------- |
| Celtic Glasgow                                            | \| Finale \| \| 10. Mai 1980 um 15:00 Uhr (BST) in Glasgow (Hampden Park) \| \| Ergebnis: 1:0 n. V. \| \| Zuschauer: 70.303 \| \| Schiedsrichter: George Smith \| \| Spielbericht \|                             | \| Finale \| \| 10. Mai 1980 um 15:00 Uhr (BST) in Glasgow (Hampden Park) \| \| Ergebnis: 1:0 n. V. \| \| Zuschauer: 70.303 \| \| Schiedsrichter: George Smith \| \| Spielbericht \|                          | Glasgow Rangers |
| Celtic Glasgow                                            | Peter Latchford – Alan Sneddon, Danny McGrain, Roy Aitken, Mike Conroy – Murdo MacLeod, David Provan, Johnny Doyle (??. Bobby Lennox), Tommy Burns – George McCluskey, Frank McGarvey Cheftrainer: Billy McNeill | Peter McCloy – Sandy Jardine, Ally Dawson, Colin Jackson, Gregor Stevens – Tom Forsyth (??. Alex Miller), Davie Cooper, Bobby Russell – Derek Johnstone, Gordon Smith, John MacDonald Cheftrainer: John Greig | Glasgow Rangers |
| Celtic Glasgow                                            | 1:0 George McCluskey (108.) | | Glasgow Rangers |
| Finale                                                    | | |                 |
| 10. Mai 1980 um 15:00 Uhr (BST) in Glasgow (Hampden Park) | | |                 |
| Ergebnis: 1:0 n. V.                                       | | |                 |
| Zuschauer: 70.303                                         | | |                 |
| Schiedsrichter: George Smith                              | | |                 |
| Spielbericht                                              | | |                 |